# Calutron

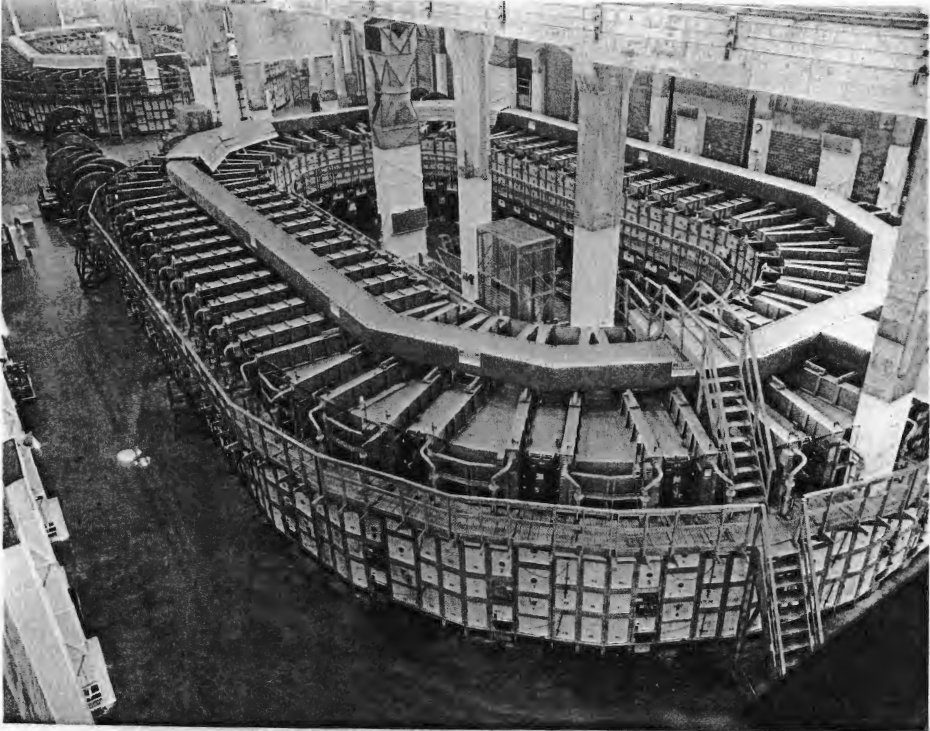
Alpha-Version Calutron im Y-12 National Security Complex in Oak Ridge/Tennessee (USA)

Calutron war ein Typ von Anlagen zur Uran-Anreicherung, die nach dem Prinzip eines Massenspektrometers arbeiteten. Calutrone wurden im Rahmen des Manhattan-Projekts (Bau der ersten Atombomben) verwendet. Der Name leitet sich von der Bezeichnung „California University Cyclotron“ ab. Das Gerät wird auch als Massenseparator bezeichnet. Den Namen erhielt das Gerät von seinem Erfinder Ernest O. Lawrence, der es an der Universität von Kalifornien in Livermore entwickelte.

## Funktionsprinzip

Schematische Darstellung der Trennung von Uran-Isotopen im Calutron: ^{235}U-Ionen (dunkelblau) werden im Magnetfeld etwas stärker abgelenkt als die etwas schwereren ^{238}U-Ionen (hellblau). Das führt zu einem Konzentrationsgefälle quer zum abgelenkten Ionenstrahl (hier überproportional dargestellt).

Im Calutron werden – wie in einem Massenspektrometer – Proben verdampft, durch Beschuss mit Elektronen in Ionen umgewandelt, in einem elektrischen Feld beschleunigt und anschließend durch die Lorentz-Kraft eines starken Elektromagneten auf eine kreisförmige Bahn gezwungen. Da der Radius der Bahn von der Ladung und der Masse der Teilchen abhängt, werden Teilchen gleicher Ladung, aber verschiedener Masse voneinander  getrennt. So ließ sich das für Kernwaffen benötigte Isotop 235U-Ionen von dem viel häufigeren, unerwünschten 238U trennen.

## Geschichte
Das Calutron wurde während der 1940er Jahre zunächst in einer sog. Alpha-Version entwickelt, die später zur Beta-Version weiterentwickelt wurde. Calutrone spielten im Rahmen des Manhattan-Projektes eine entscheidende Rolle, wurden aber, da sie jedoch einen hohen Investitions- und Personalbedarf sowie einen enormen Energiebedarf aufweisen, in der Folge durch andere Verfahren (Gasdiffusionsverfahren und Gaszentrifugenverfahren) abgelöst. Das in der Hiroshimabombe Little Boy verwendete 235U wurde durch die in Oak Ridge errichtete und betriebene Calutronanlage auf durchschnittlich 80 % angereichert.
1990 wurde bekannt, dass im Rahmen der Atomwaffenprojekte von Saddam Hussein auch im Irak ein Calutron-Programm in Erwägung gezogen worden war. Berichten zufolge versuchte 1973 auch Libyen – unter der Führung von Muammar al-Gadhafi – 20 Calutrons vom französischen Unternehmen Thomson-CSF zu erhalten. Das Geschäft wurde jedoch von der französischen Regierung gestoppt.

## Besonderes
Um in der rohstoffknappen Kriegszeit die Spulen der Elektromagneten für die Calutrone wickeln zu können, wurde kein kriegswichtiges Kupfer verwendet. Vielmehr wurden aus den nationalen Edelmetallreserven des Finanzministeriums der USA 15.000 t Silber zu Draht verarbeitet.
Literarische Erwähnung finden Calutrone im Thriller Die Faust Gottes von Frederick Forsyth, in dem auf die irakischen Pläne zum Bau von Calutronen Bezug genommen wird. Hier wird das Wort allerdings mit K geschrieben. Auch in dem Roman Stella Maris von Cormac McCarthy finden Calutrone ausführlich Erwähnung, als es um die Eltern der weiblichen Hauptfigur geht, die beide in verschiedenen Abteilungen am Manhattan Project mitgearbeitet hatten.